# Astara (raion)
Pour les articles homonymes, voir Astara.
Astara est l'une des 78 subdivisions de l'Azerbaïdjan. Sa capitale se nomme Astara. Elle est peuplée par 105 200 habitants en 2016.

## Étymologie
Il y a deux théories principales pour l'étymologie du nom de la ville. L'une d'elles est dérivée du mot persan ou Talych آهسته رو (Aste-ro ou Aheste-ro), signifiant «l'endroit où le voyage devient plus lent». La théorie la plus ancienne vient des chansons et des écrits védiques qui explique Astara comme un endroit où les rayons de lumière brillent par derrière pour éclairer les voies à suivre,.

## Histoire
Un mathématicien, astronome et géographe, Claude Ptolémée fut l'un des plus anciens chercheurs à avoir également visité le territoire de l'Azerbaïdjan. Il a compilé une carte de la mer Caspienne au deuxième siècle, a donné un aperçu clair sur les noms géographiques, les objets et les colonies situées sur ses rives. Les noms de nombreuses villes et villages appartenant à l'Albanie, ainsi que le nom "Astara" (en grec: Astarata) se trouvent sur cette carte.
Astara, qui était située sur la route historique de la soie, a établi des relations commerciales étendues avec le Moyen-Orient, l'Asie centrale et l'Asie Mineure, la Chine, l'Inde et le monde arabe. Il y avait le Caravansérail avec l'histoire très ancienne dans le village de Kaptchimahalla situé dans la partie sud-ouest d'Astara. Les résultats des recherches des restes de ce caravansérail ont montré que le caravansérail appartient au VIIe siècle.
Le voyageur allemand Johannes Schiltberger (1394-1427), qui a voyagé dans différents pays de l'Est ainsi qu'en Azerbaïdjan, a donné des informations sur les relations commerciales internationales d'Astara dans ses notes. Le voyageur a noté qu’Astara est l'un des centres de production de la soie en Azerbaïdjan. Le meilleur type de soie produite à Astara était exporté à Damas, Bursa, Kachan et Venise. Au Moyen Âge, Astara était l'un des centres religieux, culturels et commerciaux d'Azerbaïdjan. La culture de la poterie était la principale industrie de la ville.
En 1747, Astara était la capitale du district de Talych. Puis la capitale a été déplacée d'Astara à Lankaran. Au cours du déplacement de nombreux objets anciens de construction et d'architecture, les fortifications ont été détruites. Le voyageur allemand Adam Oleary (1599-1671), qui était aussi un scientifique, a visité Astara en 1638 et a donné certaines informations intéressantes sur son territoire, ses habitants et sa culture. Le voyageur a souligné dans ses notes qu'Astara était situé sur la rive de la mer Caspienne. Il y avait de très grandes vignes. Strabon a également écrit ce fait dans son livre. Selon Strabon, une petite vigne a donné un panier de récolte dans les lieux, nommé Hikaniya à cette époque. Un grand chapitre du livre "Pays turcs" écrit par le voyageur hongrois Armin Vanberin (1832-1913) portait sur l'Azerbaïdjan. Le voyageur a mentionné dans son livre qu'il était à Astara et a observé la population locale qui avait de beaux modèles folkloriques. Le célèbre scientifique, archéologue et voyageur français Jacques De Morgan (1856-1934) a également visité Astara. L'écrivain français célèbre Alexandre Dumas a également donné des informations intéressantes sur Astara.
Le rayon d’Astara a été créé en 1930. En 1963, il a été aboli au rayon et son territoire incorporé au rayon de Lankaran et en 1965, son statut de rayon administratif a été rétabli. La superficie totale du rayon est de 616,4 km2 (238,0 milles carrés). Sa population est de 95 300 personnes. Capitale du rayon, Astara est une petite ville portuaire pittoresque de la mer Caspienne, à la frontière entre l'Azerbaïdjan et l'Iran. En venant de Lankaran en direction du sud, il y a un samovar géant par la route qui accueille les visiteurs au rayon. Le rayon d'Astara est très boisé avec 37 000 ha (370 km2) de forêts.

## Géographie
Astara partage ses frontières avec l'Iran au sud, les districts de Lankaran et Lerik au nord, les montagnes Talych à l'ouest et la mer Caspienne à l'est. La hauteur de certains sommets dans les régions montagneuses d'Astara est de 2 000 m. À travers la ruelle étroite de la côte caspienne, des sédiments anthropogéniques se sont répandus, dans les montagnes et les contreforts, les sédiments paléogènes sont disséminés. Deux rivières, la rivière Tangar et la rivière Astara, traversent la région. Les forêts couvrent environ 37 400 ha à Astara. La flore d'Astara inclut le chêne de châtaignier, l’arbre de fer (Parrotia persica) l'acacia de soie, l'azat, aussi bien que le chêne, l'aubépine, l'arachide, la noix, la gomme dorée, la chaux et ainsi de suite. Une partie du parc national d'Hirkan est située à Astara. 
Le complexe de "Yanar Boulag", l'un des objets géologiques d'Astara, est situé au sud du village d'Artchivan, près de l'autoroute Alat-Astara. L'eau de source est riche en soufre et gaz méthane. Le printemps est d'un grand intérêt pour les habitants et les touristes. "Istisou" (l’eau chaude), une source d'herbes à Astara est connue dans tout l'Azerbaïdjan.

### Température
La température moyenne du rayon est de -1,5 °C - 4 °C en janvier, de 15 à 25 °C en juillet. Les précipitations annuelles sont de 1200-1750 mm.

## Culture

### Monuments

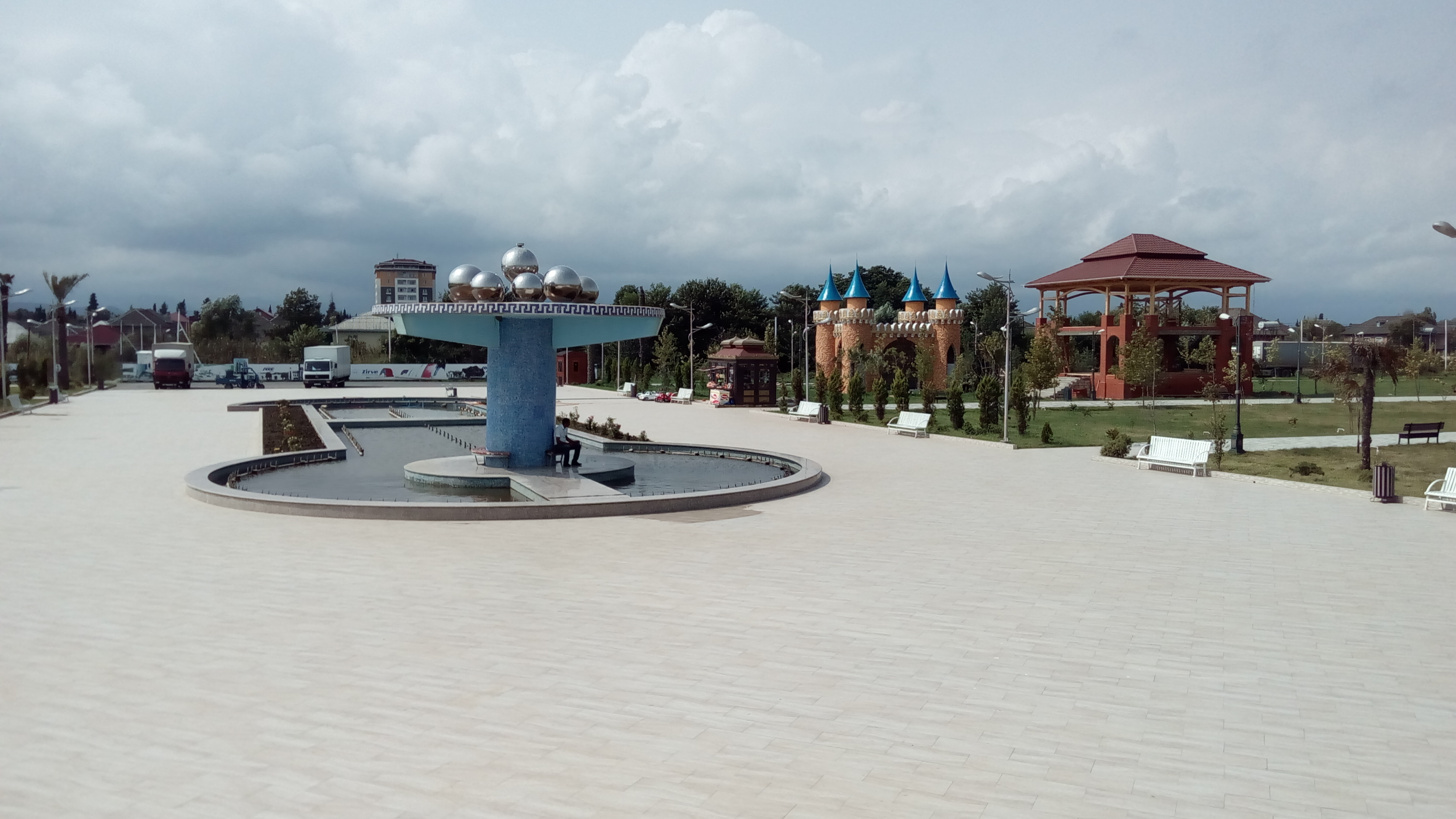
Le boulevard en Astara

Le rayon d'Astara possède d'anciens monuments historiques et culturels. Même il y a beaucoup de légendes, des histoires sur ces exemples culturels, des monuments dans la mémoire de la population locale. 102 de ces monuments ont été inclus dans la «Distribution de biens immobiliers et de monuments culturels à la protection de l'État sur le territoire de la République d'Azerbaïdjan», approuvée en vertu du décret ministériel numéro 132 du 2 août 2001 et publiée numéro d'inventaire. 26 monuments sont d'importance nationale, 48 monuments architecturaux d'importance locale, 2 monuments commémoratifs monumentaux, 21 monuments archéologiques d'importance locale, 5 échantillons d'art appliqués décoratifs, la sculpture nationale en pierre sont la base de ces monuments.